# Сверхъестественное (8-й сезон)
Восьмой сезон американского мистического телесериала «Сверхъестественное», созданного Эриком Крипке, премьера которого состоялась на канале The CW 3 октября 2012 года, а заключительная серия вышла 15 мая 2013 года, состоит из 23 серий.
Сериал повествует о двух братьях — охотниках за нечистью, которые путешествуют по Соединённым Штатам Америки на чёрной Chevrolet Impala 1967 года, расследуя паранормальные явления, многие из которых основаны на городских легендах и фольклоре, а также сражаются с порождениями зла: демонами, призраками и другой нечистью.

## В ролях

### Главные актёры
- Джаред Падалеки — Сэм Винчестер и Сэм-самозванец;
- Дженсен Эклс — Дин Винчестер, Вэнс Коллинз и клоны Дина.

### Приглашенные актёры
- Кёртис Армстронг — Метатрон;
- Лиэн Балабан — Амелия Ричардсон;
- Джим Бивер — Бобби Сингер;
- Джон Гриз — Мартин Кризер;
- Тайлер Джонстон — Самадриэль и Алфи;
- Фелиция Дэй — Чарли Брэдбери;
- Миша Коллинз — Кастиэль;
- Тейлор Коул — Сара Блейк;
- Ди Джей Куоллс — Гарт Фитцджеральд IV;
- Рэйчел Майнер — Мэг Мастерс;
- Гил Маккинни — Генри Винчестер;
- Мэдисон Маклафлин — Крисси Чемберс;
- Тай Олссон — Бенни Лафитте;
- Ким Родс — шериф Джоди Миллс;
- Аманда Таппинг — Наоми;
- Лорен Том — Линда Трен и Кроули;
- Элейна Хаффман — Абаддон и Джози Сэндс;
- Осрик Чау — Кевин Трен;
- Марк А. Шеппард — Кроули.

## Список эпизодов
| № общий | № в сезоне | Название                                                                | Режиссёр             | Автор сценария                    | Дата премьеры   | Зрители в США (млн) |
| --- | ---------- | ----------------------------------------------------------------------- | -------------------- | --------------------------------- | --------------- | ------------------- |
| 150 | 1          | «Поговорим о Кевине» «We Need to Talk About Kevin»                      | Роберт Сингер        | Джереми Карвер                    | 3 октября 2012  | 1,85                |
| Дин выбирается из чистилища, но не один. Он отправляется прямиком к Сэму, однако воссоединение семьи проходит не совсем так, как ему представлялось. Сэм бросает всё ради того, чтобы быть со своим братом, но расстаться с целой жизнью, что он прожил без Дина, оказывается несколько сложнее, чем он ожидал. Братья ищут Кевина, которому удалось сбежать из-под надзора Кроули, но всё только усложняется, когда Кевин говорит им, чего хочет Кроули.                                                                                   |            |                                                                         |                      |                                   |                 |                     |
| 151 | 2          | «Вам слово, мамочка!» «'What's Up, Tiger Mommy?'»                       | Джон Шоуолтер        | Эндрю Дабб и Дэниэл Лофлин        | 10 октября 2012 | 2,51                |
| Кевин вынуждает Сэма и Дина навестить его маму. Втроём они спасают её от демонов. Также они узнают, что скрижаль похищена Плутоном и выставлена им на аукцион. Сэм, Дин, Кевин и его мама присоединяются к участию на аукционе, чтобы выкупить скрижаль. |            |                                                                         |                      |                                   |                 |                     |
| 152 | 3          | «Сердечные муки» «Heartache»                                            | Дженсен Эклс         | Брэд Бакнер и Евгения Росс-Леминг | 17 октября 2012 | 2,13                |
| Сэм и Дин расследуют цепочку необычных убийств, в которых жертвами стали реципиенты органов одного и того же донора. Убийца захвачен, однако всё усложняется, когда братья обнаруживают его произносящим древние молитвы, находясь в трансе. |            |                                                                         |                      |                                   |                 |                     |
| 153 | 4          | «Укушенный» «Bitten»                                                    | Томас Дж. Райт       | Робби Томпсон                     | 24 октября 2012 | 1,86                |
| Сэм и Дин расследуют необычное убийство в университетском городке. Идя по следу подозреваемого, они врываются в квартиру, где находят 2 тела и ноутбук, на котором играет странное видео. Отснятое видео начинается с того, как Брайн, Майк и Кейт узнают о необычном нападении дикого животного в своём городе, остальная история рассказана с их точки зрения. Сэм и Дин, сами того не подозревая, становятся участниками уникального студенческого фильма.                                                                               |            |                                                                         |                      |                                   |                 |                     |
| 154 | 5          | «Брат по крови» «Blood Brother»                                         | Гай Би               | Бен Эдлунд                        | 31 октября 2012 | 1,78                |
| После того, как Бенни жестоко избивают другие вампиры, он просит помощи у Дина. Дин моментально собирается и говорит растерянному Сэму, что берёт «персональный выходной». Бенни признаётся, что идёт по следу своего Создателя. Дин соглашается, вспоминая, как Бенни много раз помогал ему и Кастиэлю в чистилище. Тем временем Сэм размышляет о своей оставленной позади жизни с Амелией, но как только дела у Дина и Бенни становятся плохи, Дин зовёт Сэма на помощь, и ситуация становится весьма запутанной…                         |            |                                                                         |                      |                                   |                 |                     |
| 155 | 6          | «Утоли мои печали» «Southern Comfort»                                   | Тим Эндрю            | Адам Гласс                        | 7 ноября 2012   | 2,32                |
| Гарт возвращается, чтобы помочь Сэму и Дину с одним делом — Винчестеры расследуют убийство и понимают, что Гарт уже замешан в деле. Дин не рад тому, что Гарт взял на себя обязанности Бобби, но Гарт указывает, что они отсутствовали весь прошлый год, и кто-то должен был этим заниматься. Ребята находят «мстительного призрака», который виноват во всех этих убийствах, и теперь они должны найти начало истории до того, как убийства возобновятся.                                                                                  |            |                                                                         |                      |                                   |                 |                     |
| 156 | 7          | «Кусочек Кевина» «A Little Slice of Kevin»                              | Чарли Карнер         | Брэд Бакнер и Евгения Росс-Леминг | 14 ноября 2012  | 2,32                |
| Миссис Трен и Кевин работают над бомбой, чтобы использовать её против Кроули. Сэм и Дин потрясены, когда появляется Кастиэль и сообщает, что сбежал из чистилища. |            |                                                                         |                      |                                   |                 |                     |
| 157 | 8          | «Отважный охотник» «Hunteri Heroici»                                    | Пол Эдвардс          | Эндрю Дабб                        | 28 ноября 2012  | 2,00                |
| Кастиэль сообщает Сэму и Дину, что решил стать, как и они, охотником. Винчестеры не очень рады этому, но соглашаются заняться делом, которое нашёл Кастиэль: у человека сердце в груди буквально взорвалось. Парни выясняют, что в городке произошло больше, чем одно странное убийство, и все они напоминают смерти из мультиков. |            |                                                                         |                      |                                   |                 |                     |
| 158 | 9          | «Гражданин Клык» «Citizen Fang»                                         | Ник Копус            | Дэниэл Лофлин                     | 5 декабря 2012  | 2,06                |
| По поручению Сэма, охотник по имени Мартин отправляется следить за Бенни, но Дину об этом ничего не известно. Вскоре от Мартина становится известно, что какой-то вампир убивает людей, и Дину приходится встать на защиту своего друга. Когда Винчестеры бездействуют, Мартин решает взять всё в свои руки, однако дело принимает неожиданный поворот. И Дин вынужден принять сложное решение. |            |                                                                         |                      |                                   |                 |                     |
| 159 | 10         | «На перепутье» «Torn and Frayed»                                        | Роберт Сингер        | Дженни Клайн                      | 16 января 2013  | 1,99                |
| Наоми сообщает Кастиэлю, что Кроули держит в плену ангела, и велит Кастиэлю спасти пленника до того, как король ада вызнает у него все тайны. Кастиэль обращается за помощью к Дину. Сэм тем временем встречается с Амелией, которая ставит его перед выбором: остаться с ней или никогда больше с ней не видеться. |            |                                                                         |                      |                                   |                 |                     |
| 160 | 11         | «Ролевая игра и настоящая девчонка» «LARP and the Real Girl»            | Жанно Шварц          | Робби Томпсон                     | 23 января 2013  | 2,01                |
| Сэм и Дин расследуют загадочную смерть двух ролевиков, которые участвовали в игре «Moondoor». Ребята удивлены, когда оказывается, что королева Мундор — никто иная, как Чарли. Вместе они узнают, что феей командовали, чтобы пакостить людям. Единственный способ остановить её — найти хозяина. |            |                                                                         |                      |                                   |                 |                     |
| 161 | 12         | «А время летит» «As Time Goes By»                                       | Серж Ладокур         | Адам Гласс                        | 30 января 2013  | 2,12                |
| Сэм и Дин ошеломлены внезапным появлением в их гостиничном номере мужчины, назвавшегося Генри Винчестером, их дедом, и требующего узнать, где находится Джон Винчестер. Генри переместился во времени, чтобы остановить демона Абаддон, и искал помощи Джона. Благодаря Генри, Сэм и Дин больше узнают об их отце и семействе Винчестеров. |            |                                                                         |                      |                                   |                 |                     |
| 162 | 13         | «Все ненавидят Гитлера» «Everybody Hates Hitler»                        | Фил Сгриккиа         | Бен Эдлунд                        | 6 февраля 2013  | 2,29                |
| Сэм и Дин расследуют смерть внезапно сгоревшего раввина Басса. Дело становится более запутанным, когда они узнают, что раввин занимался исследованием нацистских некромантов. На Сэма и Дина нападает Голем, который, оказывается, принадлежит внуку раввина, Аарону. Голем является ключом к разгадке, но Аарон не знает, как им управлять, из-за чего все находятся в опасности. |            |                                                                         |                      |                                   |                 |                     |
| 163 | 14         | «Метод проб и ошибок» «Trial and Error»                                 | Кевин Паркс          | Эндрю Дабб                        | 13 февраля 2013 | 2,41                |
| Кевин расшифровывает скрижаль и выясняет, как закрыть врата ада. Он говорит Сэму и Дину, что, согласно писанию, один человек должен выдержать 3 испытания, уготовленные Богом. Первое — убить адского пса и искупаться в его крови. Сэм и Дин спорят, кто именно должен их пройти. |            |                                                                         |                      |                                   |                 |                     |
| 164 | 15         | «Человек собаке друг и даже больше» «'Man's Best Friend With Benefits'» | Джон Шоуолтер        | Брэд Бакнер и Евгения Росс-Леминг | 20 февраля 2013 | 2,10                |
| После работы с Винчестерами офицер полиции по имени Джеймс обращается за помощью к чёрной магии. Вскоре он начинает видеть сны, в которых убивает невинных людей. Когда эти сны начинают воплощаться в реальность, к братьям за помощью обращается неожиданный персонаж. |            |                                                                         |                      |                                   |                 |                     |
| 165 | 16         | «Вспоминая титанов» «Remember the Titans»                               | Стив Бойум           | Дэниэл Лофлин                     | 27 февраля 2013 | 2,13                |
| Сэм и Дин узнают о странном случае воскрешения человека после смерти. Полагая, что они имеют дело с зомби, они пытаются убить его, однако в дело вмешивается богиня Артемида. Тогда братья понимают, что это вовсе не зомби, а греческий титан Прометей. |            |                                                                         |                      |                                   |                 |                     |
| 166 | 17         | «Прощай, странник» «Goodbye Stranger»                                   | Томас Дж. Райт       | Робби Томпсон                     | 20 марта 2013   | 2,16                |
| Кастиэль вернулся и просит помощи у Сэма и Дина в борьбе с демонами, ищущими скрижаль об ангелах. Братья решают помочь Кастиэлю и находят измученную демонами Мэг, которую допрашивают. В то время как Дин и Кастиэль уходят искать скрижаль, Мэг и Сэм отвлекают Кроули. |            |                                                                         |                      |                                   |                 |                     |
| 167 | 18         | «Братаны и ботаны» «Freaks and Geeks»                                   | Джон Шоуолтер        | Адам Гласс                        | 27 марта 2013   | 2,23                |
| Сэм и Дин расследуют убийство, совершённое каким-то вампиром, и с удивлением обнаруживают, что в дело вовлечена Крисси Чемберс, их старая знакомая. Они находят её и выясняют, что её отец был убит, а Крисси взял под опеку некто по имени Виктор, обучающий группу сирот охотничьему искусству. Виктор помогает детям отыскать и отомстить вампирам, убивших их родителей. Он показывает подросткам жизнь охотников такой же хорошей, как и жизнь дома, и Сэм относится к этому с любопытством, однако Дина настораживают мотивы Виктора. |            |                                                                         |                      |                                   |                 |                     |
| 168 | 19         | «Таксист» «Taxi Driver»                                                 | Гай Би               | Брэд Бакнер и Евгения Росс-Леминг | 3 апреля 2013   | 1,90                |
| Сэму и Дину звонит Кевин, он в ужасе от того, что слышит у себя в голове голос Кроули. Сэм и Дин кооперируются со жнецом по имени Аджей, который помогает им на втором испытании, указанном в скрижали. Тем временем Дина навещает Наоми, и он понимает, что ему следует найти Бенни и попросить о большом одолжении. |            |                                                                         |                      |                                   |                 |                     |
| 169 | 20         | «Игромания» «Pac-Man Fever»                                             | Роберт Сингер        | Робби Томпсон                     | 24 апреля 2013  | 2,38                |
| Обеспокоенный тем, насколько Сэма вымотало второе испытание, Дин отстраняет его от охоты до тех пор, пока тот не оправится. Тем временем Чарли случайно находит дело, и Дин решает, что пора научить её быть охотником. Радуясь её успехам, братья, тем не менее, подозревают, что она скрывает тайну, из-за которой её могут убить. |            |                                                                         |                      |                                   |                 |                     |
| 170 | 21         | «Великий беглец» «The Great Escapist»                                   | Роберт Данкан Макнил | Бен Эдлунд                        | 1 мая 2013      | 2,07                |
| Когда Сэм и Дин получают тревожное видеосообщение от Кевина, то приступают к расшифровке третьего испытания. Открытие, совершённое ими, приводит братьев в казино Колорадо, где они находят таинственного отшельника, способного помочь заполнить пробелы в переводах Кевина. Кроули тем временем подсчитывает свои победы. Кастиэль скрывается от Наоми и ангелов, охотящихся на него. |            |                                                                         |                      |                                   |                 |                     |
| 171 | 22         | «Дела минувшие» «Clip Show»                                             | Томас Дж. Райт       | Эндрю Дабб                        | 8 мая 2013      | 2,07                |
| Сэм и Дин воссоединяются с Кастиэлем. Копаясь в записях Хранителей знаний, они находят видео, которое может послужить ключом к третьему испытанию. Метатрон вербует Кастиэля, чтобы он закрыл врата рая. Тем временем Кроули убивает людей, когда-либо спасённых Сэмом и Дином. |            |                                                                         |                      |                                   |                 |                     |
| 172 | 23         | «Жертва» «Sacrifice»                                                    | Фил Сгриккиа         | Джереми Карвер                    | 15 мая 2013     | 2,31                |
| Кроули намерен уничтожить всё хорошее, что совершили Сэм и Дин как охотники, и парни теперь находятся в затруднительном положении. Но с помощью Кевина братья Винчестеры решаются на последнюю игру против короля демонов. Метатрон с Кастиэлем приступают к плану по захвату Наоми и небесной бюрократии. |            |                                                                         |                      |                                   |                 |                     |